# Sylvia Ashley
Sylvia Ashley, właśc. Edith Louisa Sylvia Hawkes (ur. 1 kwietnia 1904 w Londynie, zm. 29 czerwca 1977 w Los Angeles) – angielska modelka, aktorka i bywalczyni światowych salonów.

## Życie prywatne
Sylvia Ashley urodziła się w 1904 roku w Londynie jako córka Arthura Hawkesa i Edith Florence Hyde. Miała młodszą siostrę o imieniu Lillian.
Ashley miała pięciu mężów; byli to kolejno:
- Anthony Ashley-Cooper
- Douglas Fairbanks
- Edward Stanley
- Clark Gable
- Dimitri Dżordżadze

Imię, którego używała, było jej trzecim imieniem.

## Śmierć
Ashley zmarła na raka w wieku 73 lat w Los Angeles. Jej grób znajduje się nieopodal grobu jej drugiego męża, Douglasa Fairbanksa.